# Don Andrews
Pour les articles homonymes, voir Andrews.
Donald Clarke Andrews dit Don Andrews, né Vilim Zlomislić le 20 avril 1942, est un suprématiste blanc canadien. Il est chef du parti néo-nazi Parti nationaliste du Canada et un candidat régulier au poste de maire de Toronto, Ontario,.

## Biographie
Zlomislić est né, de parents croates, dans la région de Vojvodina pendant la Seconde Guerre mondiale. Son père fut tué par les nazis, à la fin de 1944, alors qu'il se battait avec les partisans yougoslaves contre l'occupation allemande de la Yougoslavie. Sa mère, Rose, fut envoyée de force en Allemagne en 1943 pour travailler pour les nazis et Vilim fut placé dans un orphelinat. Après la guerre, elle a épousé Frederick Andrews, un Canadien travaillant pour une agence des Nations unies dans un camp de personnes déplacées. Le couple a ensuite déménagé à Toronto. Grâce à l'aide de la Croix-Rouge, Vilim est retrouvé et amené au Canada en 1952.

## Activiste politique

### Edmund Burke Society
Dans les années 1960, Andrews se rapproche de l'extrême droite et en 1967 cofonde la Edmund Burke Society avec Paul Fromm et Leigh Smith.